# Сторм, Элизабет
Эли́забет Дже́ннифер Сторм (англ. Elizabeth Jennifer Storm; 29 ноября 1958, США) — американская актриса

.

## Биография и карьера
Элизабет Дженнифер Сторм родилась 29 ноября 1958 года в США.
Сторм, пожалуй, наиболее известна своей ролью Кэтрин Барретт в мыльной опере «Страсти», в которой она играла с 2000-го по 2003-й год. Она имела роль Холлис Костильо в мыльной опере «Санта-Барбара» в 1989 году и Дженис Барнс в «Дни нашей жизни» с 1987-го по 1988-й год. Она появилась в роли Джейни Питерсон в прайм-таймовой мыльной опере «Отчаянные домохозяйки». Она также была приглашённой звездой в многочисленных телесериалах, включая «C.S.I.: Место преступления», «Клиент всегда мёртв», «Без следа», «Король Квинса» и «Мэтлок».

## Избранная фильмография
| Год       |   | Русское название           | Оригинальное название          | Роль             |
| --------- | - | -------------------------- | ------------------------------ | ---------------- |
| 1987—1988 | с | Дни нашей жизни            | Days of Our Lives              | Дженис Барнс     |
| 1989      | с | Мэтлок                     | Matlock                        | Секретарша       |
| 1989      | с | Санта-Барбара              | Santa Barbara                  | Холлис Костильо  |
| 1993      | с | Подводная одиссея          | seaQuest DSV                   | Клэр             |
| 1998      | с | Нас пятеро                 | Party of Five                  | Женщина / Мать   |
| 1999      | с | Король Квинса              | The King of Queens             | Мэрион Дуглас    |
| 2000—2003 | с | Страсти                    | Passions                       | Кэтрин Барретт   |
| 2004      | с | Без следа                  | Without a Trace                | Мать Брэнди Кейз |
| 2004      | с | Защитник                   | The Guardian                   | Рейчел Госсетт   |
| 2004—2005 | с | Отчаянные домохозяйки      | Desperate Housewives           | Джейни Питерсон  |
| 2005      | с | C.S.I.: Место преступления | CSI: Crime Scene Investigation | Миссис Джонс     |
| 2005      | с | Клиент всегда мёртв        | Six Feet Under                 | подруга Андреа   |
| 2005      | с | Молодые и дерзкие          | The Young and the Restless     | Лесли Стэнтон    |